# Fossil Bluff
Fossil Bluff – letni obóz polarny położony na Wyspie Aleksandra, należący do Wielkiej Brytanii.

## Położenie i warunki
Obóz Fossil Bluff znajduje się na piargowym zboczu nad Cieśniną Jerzego VI, dzielącą Wyspę Aleksandra od Ziemi Palmera na Półwyspie Antarktycznym. Na zachód i północny zachód od niego znajduje się pasmo górskie Planet Heights, osiągające 1500 m n.p.m. Obóz jest obsługiwany przez British Antarctic Survey (BAS), jest odległy o 90 minut lotu od głównej stacji Rothera po przeciwnej stronie Zatoki Małgorzaty. Służy do badań terenowych i jako stacja paliw dla samolotów Twin Otter. Posiada lądowisko długości 1200 m, wykorzystywane w sezonie letnim od października do marca. Jednorazowo zapewnia komfortowy pobyt czterem osobom. Główny budynek stacji nosi nazwę Bluebell Cottage.

## Historia i działalność
Stacja Fossil Bluff została otwarta 20 lutego 1961 roku z przeznaczeniem do pracy całorocznej. Była obsadzona przez personel w zimie 1961 i 1962 roku, a także w latach 1969–75. W antarktycznej zimie 1971 roku, z pomocą Argentyńczyków ze stacji Petrel, z Fossil Bluff ewakuowano dwóch Brytyjczyków, z których jeden był ranny a drugi chory. W 1976 roku zaprzestano używania tej placówki zimą, w związku z uruchomieniem stacji Rothera. Od tamtej pory funkcjonuje tylko w sezonie letnim.